# الکسیس کندی
الکسیس کندی (انگلیسی: Alexis Kennedy) طراح و نویسندهٔ بازی ویدئویی و کارآفرین بریتانیایی است. او بازی‌های ویدئویی فالن لندن، سانلس سی و شبیه‌ساز فرقه را طراحی کرده است. کندی، شرکت فیل‌بتر گیمز را تأسیس کرد و تا سال ۲۰۱۶ مدیریت آنجا را بر عهده داشت.

## حرفه

### شغل اداری
او در سال ۲۰۰۹ بازی فالن لندن را کدنویسی کرد. کندی شرکت فیل بتر گیمز را در ژانویه ۲۰۱۰ تأسیس کرد. فیل بتر در ابتدا داستان‌های تعاملی مبتنی بر مرورگر، از جمله فالن لندن و پلتفرمی به نام Story Nexus برای سایر داستان‌های تعاملی را توسعه داد. این شرکت بعداً بازی‌های روایی رایانه شخصی و موبایل را توسعه داد که با سانلس سی و یک نسخه iOS برای فالن لندن شروع شد. کندی در اوایل سال ۲۰۱۶ فاند بتر را که ابتکاری در فیل بتر گیمز، برای تأمین مالی بازی‌های روایی امیدوارکننده و پروژه‌های داستانی تعاملی بود افتتاح کرد. از ماه مه ۲۰۱۶، فاند بتر پنج پروژه را آغاز کرده بود. او در ژوئن ۲۰۱۶، اعلام کرد که شرکت را ترک کرد و مدیریت را کنار گذاشت تا از طریق فریلنسینگ کارهای خلاقانه انجام دهد. او بیشتر سهام خود در فیل بتر گیمز را، به جای ۶۰ درصد از ارزش آن به ۶۰ درصد از نقدینگی شرکت فروخت، تا به شرکت کمک کند بدون مشکل کار کند.

### شغل آزاد
در اوت ۲۰۱۶، کندی کار بر روی قطعه ای از محتوای قابل دانلود (DLC) مستقل را برای استلایرس آغاز کرد.این دی ال سی در دسامبر ۲۰۱۶، به عنوان یک رمان ترسناک تعاملی کیهانی به نام Horizon Signal معرفی شد. در سپتامبر ۲۰۱۶، کندی گفت که با تیم دراگون ایج در بایوور برای یک پروژه اعلام نشده به عنوان یک نویسنده مستقل کار می‌کند.او همچنین روی یک پروژه تحقیق و توسعه نامشخص با تل تیل گیمز کار کرد.

### ودر فکتوری
کندی در سال ۲۰۱۷، با همکاری لوتی بیوان، تهیه‌کننده سابق فیل بتر، یک استودیوی بازی سازی به نام وِدِر فکتوری را برای ساخت بازی‌های تجربی تأسیس کرد. این شرکت از یک فرایند توسعه باز برای ایجاد Cultist Simulator استفاده کرد. کندی یک نسخه آلفا را منتشر کرد و یک کمپین کیک استارتر برای تکمیل آن ظرف یک روز تأمین شد. این بازی در ۳۱ مه ۲۰۱۸ برای آی‌اواس و در سال بعد برای اندروید منتشر شد. و نامزد «بهترین بازی» و «نوآوری بازی» در جوایز بازی‌های آکادمی بریتانیا شد. کندی در فوریه ۲۰۱۹ گزارش داد که Cultist Simulator بیش از ۱٫۷۶ میلیون دلار فروش داشته است.
او در سال ۲۰۱۹ کار بر روی یک بازی را اعلام کرد که بر اساس قرار دادن بازیکن به عنوان مسئول یک کتابخانه مخفی به نام Book of Hours است که در همان جهان شبیه‌ساز Cultist قرار دارد.

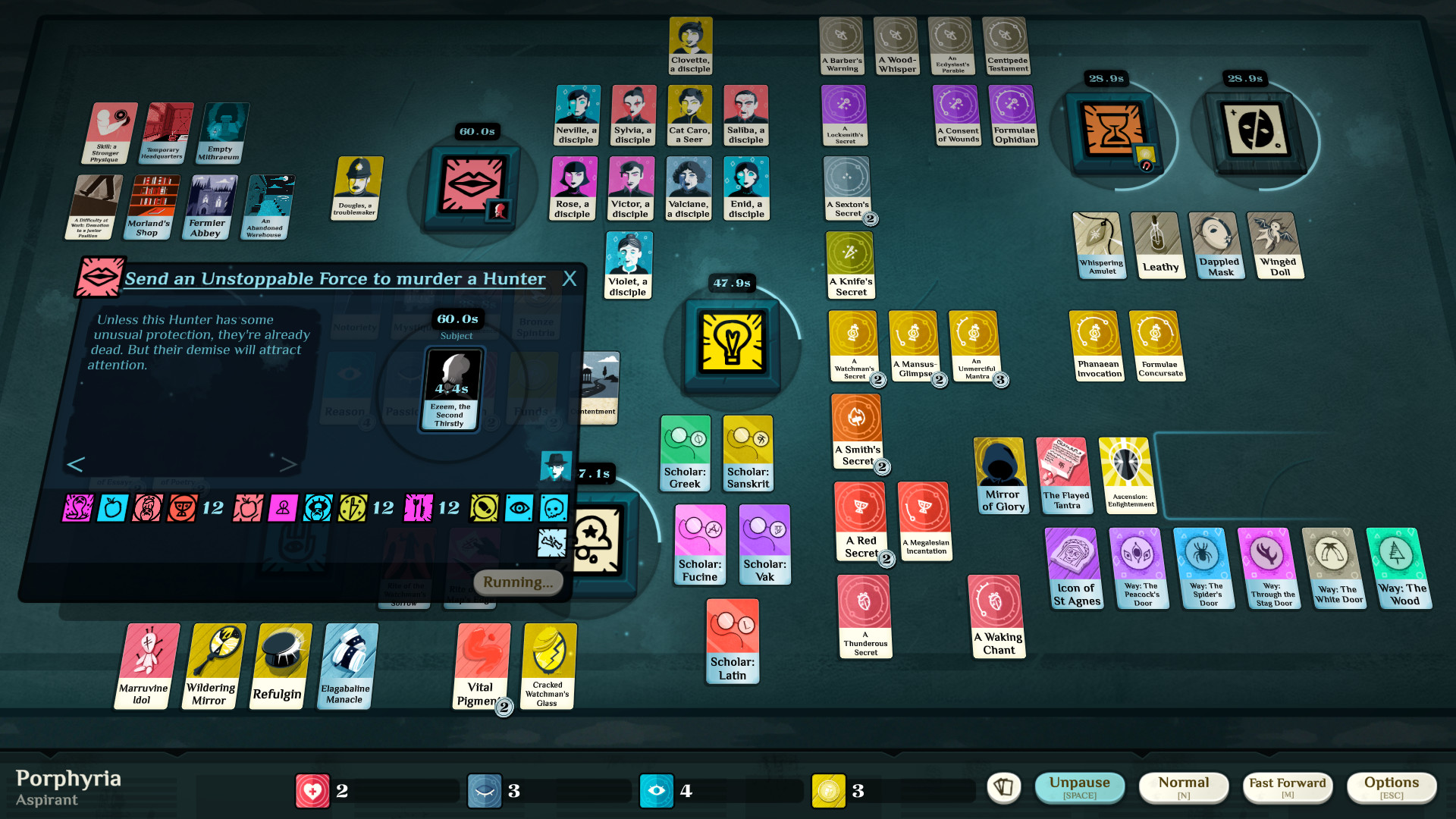
اسکرین شات اواخر بازی از Cultist Simulator

## زندگی شخصی
پدر کندی خلبان هیو کندی بود که در شرایط غیرعادی درگذشت. او ودر فکتوری را از یکی از اتاق‌های خانه خود در لندن به همراه نامزدش لوتی بیوان اداره می‌کند. کندی در موارد متعددی در مورد اینکه چگونه ماهیت آسیب زا و غیرعادی مرگ پدر و برادرش بر کار او تأثیر گذاشته است صحبت کرده است.

### اتهامات سوء رفتار
در اوت ۲۰۱۹، کندی توسط مگ جایانت، نویسنده در سانلس سی، و اولیویا وود، نویسنده در فیل بتر متهم به عبور از «مرزهای حرفه ای» با چندین زن شد. او این اتهامات را رد کرد و آنها را «تعریف نادرست مخرب» توصیف کرد و اظهار داشت که در حال طرح شکایت به پلیس است. در پاسخ به این اتهامات، سه پروژه از پنج پروژه شرکت کننده در برنامه مربیگری ودر فکتوری از آن خارج شدند. فیل بتر گیمز در بیانیه‌ای در توییتر، گفت که «ما معتقدیم و در کنار همه کسانی هستیم که امشب در مورد الکسیس کندی صحبت می‌کنند.»

## کارها و آثار
- فالن لندن، ۲۰۰۹ (توسعه‌دهنده اصلی، نویسنده اصلی)
- Machine Cares!، ۲۰۱۲ (کارگردان خلاق)
- عصر اژدها: آخرین دادگاه، ۲۰۱۴ (کارگردان خلاق)
- سانلس سی، ۲۰۱۵ (کارگردان خلاق، نویسنده اصلی)
- Stellaris: Horizon Signal، ۲۰۱۷ (نویسنده، طراح)
- Cultist Simulator، ۲۰۱۸ (طراحی، نوشتن، کدنویسی)
- سانلس اسکایز، ۲۰۱۹ (مفهوم اولیه)